# مجموعة البركة المصرفية
مجموعة البركة ش.م.ب. (م) مرخّصة كشركة استثمارية - فئة "1" (مطابقة للمبادئ الإسلامية) من مصرف البحرين المركزي. وتعد مجموعة البركة من روّاد الأعمال المالية والاستثمارية الإسلامية على مستوى العالم حيث تقدم خدمات مالية ومصرفية مميزة للأفراد والشركات والخزانة والاستثمارات وفقًا لمبادئ الشريعة الإسلامية من خلال وحداتها المصرفية في 13 دولة إلى حوالي مليار شخص.
وللمجموعة انتشار جغرافي واسع من خلال وحدات مصرفيّة تابعة ومكاتب تمثيل تقدّم خدماتها عبر حوالي أكثر من 600 فرع. وللمجموعة حاليا تواجد في كلّ من الأردن، مصر، تونس، البحرين، السودان، تركيا، جنوب أفريقيا، الجزائر، باكستان، لبنان وسوريــة بالإضافة إلى فرعين في العراق ومكتب تمثيلي في ليبيا.
هذا ويبلغ رأس المال المصرّح به للمجموعة 2.5 مليار دولار أمريكي.

## نبذة عن المجموعة
تأسست مجموعة البركة ش.م.ب (مقفلة) في 27 يونيو 2002، وهي تعمل في أنشطة استثمارية متنوعة عبر مناطق الشرق الأوسط وأوروبا وأفريقيا، وتخضع لرقابة مصرف البحرين المركزي بموجب الدليل التنظيمي - المجلد الرابع: الأعمال الاستثمارية. 
بدأ العام المالي الأول للمجموعة في عام 2003، حيث تم خلاله توحيد النتائج المالية لكافة البنوك التابعة للمجموعة وفقًا للمعايير المحاسبية الصادرة عن هيئة المحاسبة والمراجعة للمؤسسات المالية الإسلامية (AAOIFI)، وأصدرت أول تقرير مالي موحد لها بتاريخ 31 ديسمبر 2003 بالدولار الأمريكي.
في عام 2006، أطلقت المجموعة طرحًا عامًا أوليًا (IPO)، جمعت من خلاله أكثر من 630 مليون دولار أمريكي، وأُدرجت أسهمها في بورصة البحرين وسوق ناسداك دبي. وأصبح رأس المال المصرح به 2.5 مليار دولار أمريكي. وبدأ التداول في أسهم المجموعة في السوقين المذكورين في سبتمبر 2006، حيث احتفظ المؤسسون بنسبة 55% من الأسهم، بينما تم طرح 45% في السوق.
وفي عام 2017، أصدرت مجموعة البركة بنجاح صكوكًا إسلامية من الشريحة الأولى (Tier-1) بقيمة 400 مليون دولار أمريكي، وتم إدراجها في بورصة إيرلندا.
وفي عام 2022، تحولت المجموعة من "بنك جملة" إلى "شركة استثمارية - الفئة الأولى (وفق المبادئ الإسلامية)" تحت رقابة مصرف البحرين المركزي.
وفي أحدث التطورات، أعلنت شركة دله البركة القابضة ش.م.ب (مقفلة)، التي تمتلك حالياً 63.15% من مجموعة البركة، في 20 يوليو 2023 عن عرض خروج  مشروط محتمل للمساهمين الآخرين غير المرتبطين بها. وجاء هذا التحرك ضمن عملية إعادة هيكلة استراتيجية تهدف إلى تعزيز كفاءة عمليات المجموعة. وفي 14 نوفمبر 2023، وافقت الجمعية العامة غير العادية على هذه التغييرات الجوهرية، بما في ذلك شطب أسهم مجموعة البركة من بورصة البحرين وتحويل الشركة من مساهمة عامة إلى مساهمة مقفلة.
وتم رسميًا شطب أسهم المجموعة من بورصة البحرين في 3 يوليو 2024، ما يمثل تحولًا مهمًا في الهيكل التشغيلي للمجموعة. ومن المتوقع أن يسهم هذا التحول الاستراتيجي في تبسيط عملية اتخاذ القرار وتعزيز تركيز المجموعة على أنشطتها المصرفية الإسلامية الأساسية.
ورغم هذه التغييرات، تواصل مجموعة البركة تقديم خدماتها للعملاء من خلال شبكتها الواسعة من البنوك التابعة، حيث توفر خدمات مالية موثوقة تلبي احتياجاتهم. وتؤكد المجموعة على أهمية الحوكمة المؤسسية المنضبطة وثقافة إدارة المخاطر كعنصرين أساسيين للإدارة الفعالة، بهدف تحقيق عوائد مالية قوية ومستدامة وبناء قيمة متواصلة للمساهمين.
- الأردن من خلال البنك الإسلامي الأردني
- البحرين من خلال بنك البركة الإسلامي
- باكستان من خلال بنك البركة المحدود
- الجزائر من خلال بنك البركة الجزائر
- السودان من خلال بنك البركة السودان
- جنوب إفريقيا من خلال بنك البركة المحدود
- لبنان من خلال بنك البركة لبنان
- تونس من خلال بنك البركة تونس
- مصر من خلال بنك البركة مصر
- تركيا من خلال بنك البركة التركي للمشاركة
- سوريا من خلال بنك البركة سوريا
- العراق من خلال فرع لبنك البركة التركي للمشاركة[1]
- ليبيا من خلال مكتب تمثيلي.

## معرض الصور

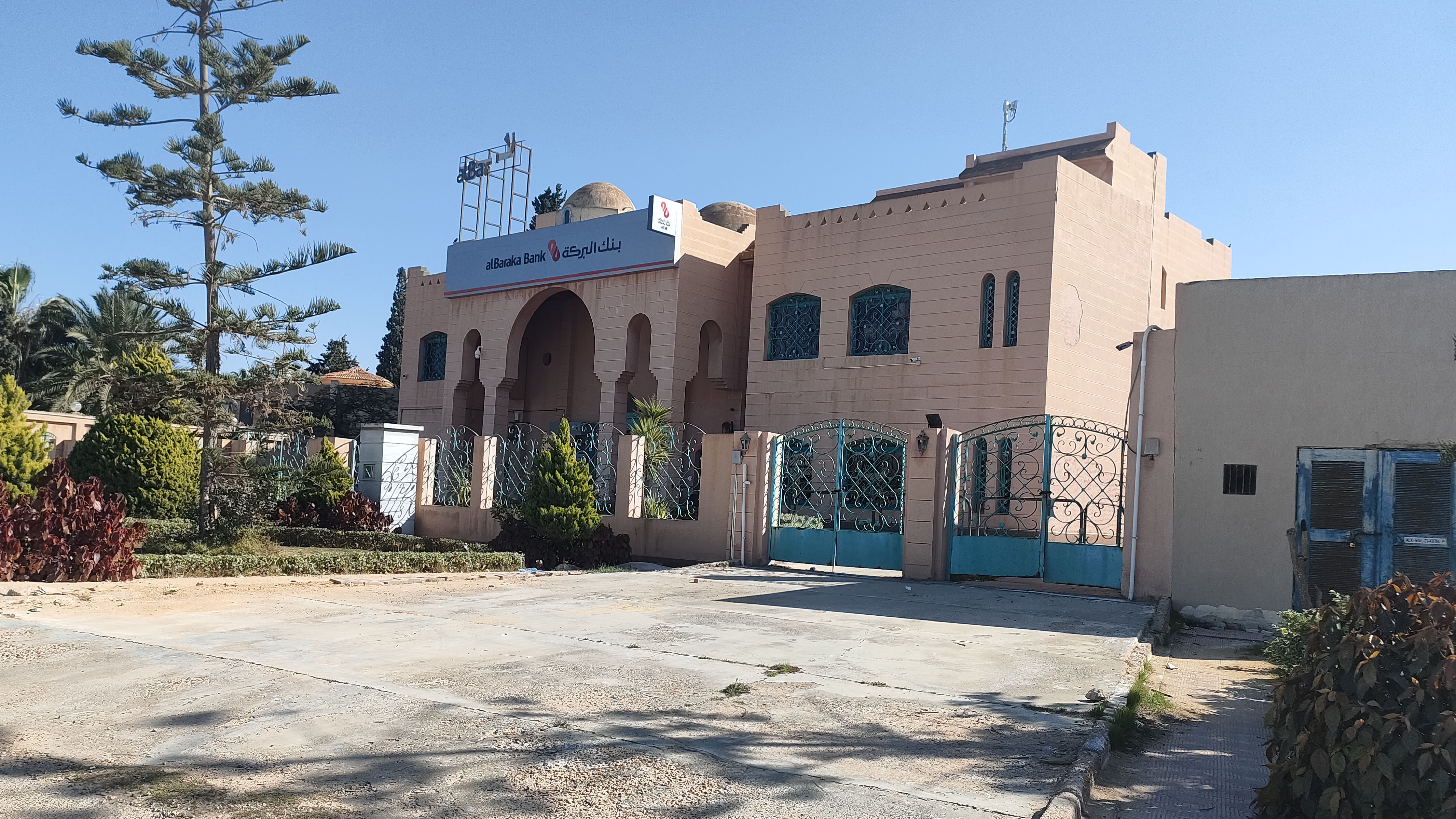
فرع للبنك في مصر
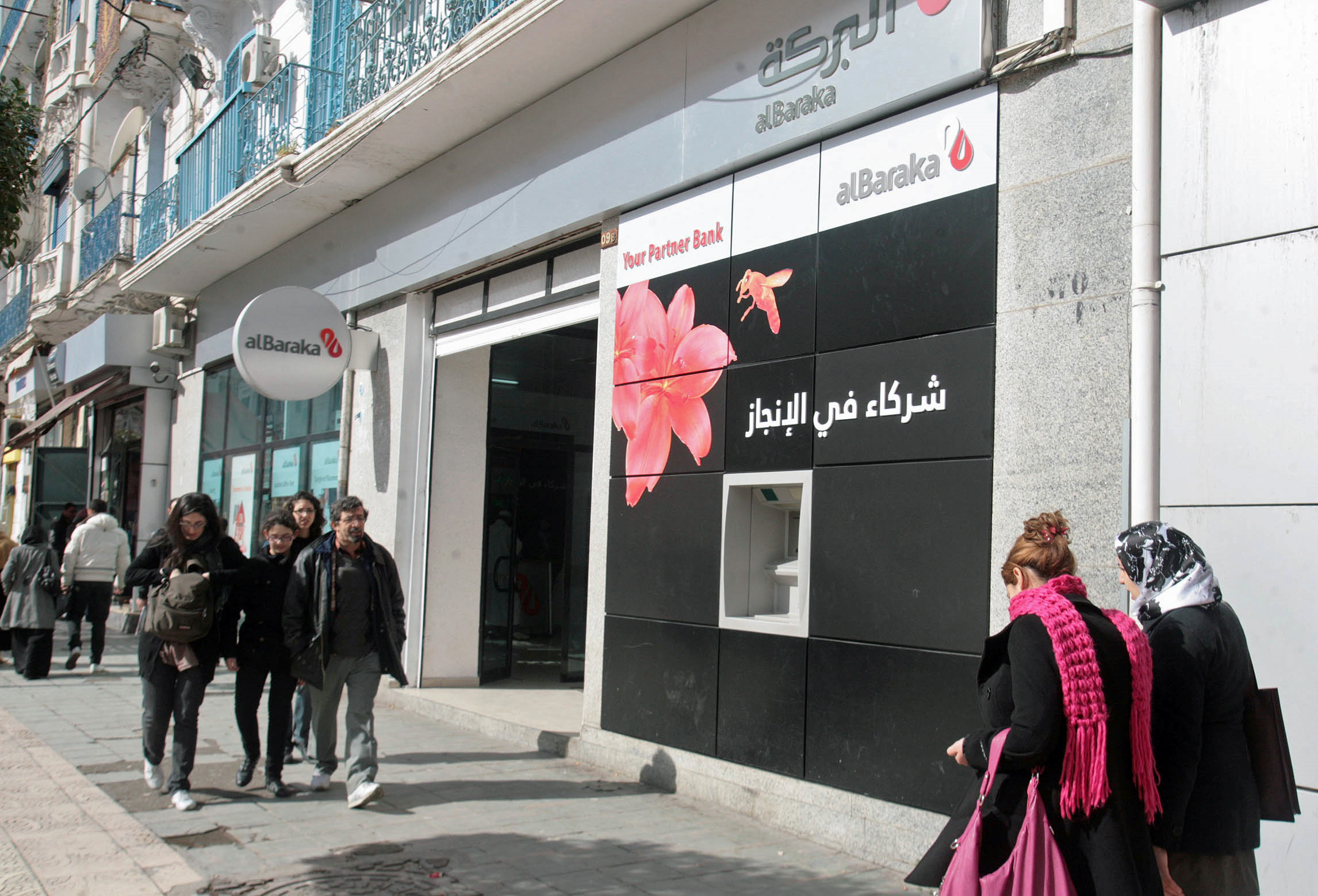
فرع للبنك في الجزائر

## وصلات خارجية
- الموقع الرسمي لمجموعة البركة